# Disputace o Svátosti oltářní
Disputace o Svátosti oltářní (tal. La Dispute del Sacramento) je název fresky italského renesančního umělce Raffaela vytvořené v letech 1508 - 1509. Spolu s freskami Athénská škola, Parnas a Ctnosti tvoří součást nástěnné výzdoby místnosti v Apoštolském paláci ve Vatikánu, známé jako Stanza della Segnatura.

## Sémantická interpretace
Freska ve své významové interpretaci vyjadřuje to, co bychom mohli nazvat hledáním teologické, čili duchovní pravdy a myšlenkově tvoří protiváhu fresce Athénská škola (namalované na protější stěně místnosti), zosobňující filozofickou nebo světskou pravdu. V křesťanské věrouce je pravda ztělesněna v eucharistii, Kristově těle, které při Poslední večeři odkázal svým učedníkům. Dílo mělo tedy navozovat atmosféru spojení duchovní a světské složky církve, jejímž nejvyšším představitelem je osoba papeže.

## Kompozice a ikonografie
Malba je zajímavá i po stránce kompozice. Na horizontálně členěné scéně, tvořené spojením nebe (Církev triumfální) a pozemského světa (Církev militantní), se sešla mnohočetná skupina postav, aby vedly teologickou disputaci o jediné věci: o eucharistii uložené ve zlaté monstranci na pozemském oltáři. Ústřední postavou vrchní, nebeské části, je vzkříšený Ježíš Kristus sedící podle ikonografické tradice mezi Pannou Marií a svatým Janem Křtitelem.

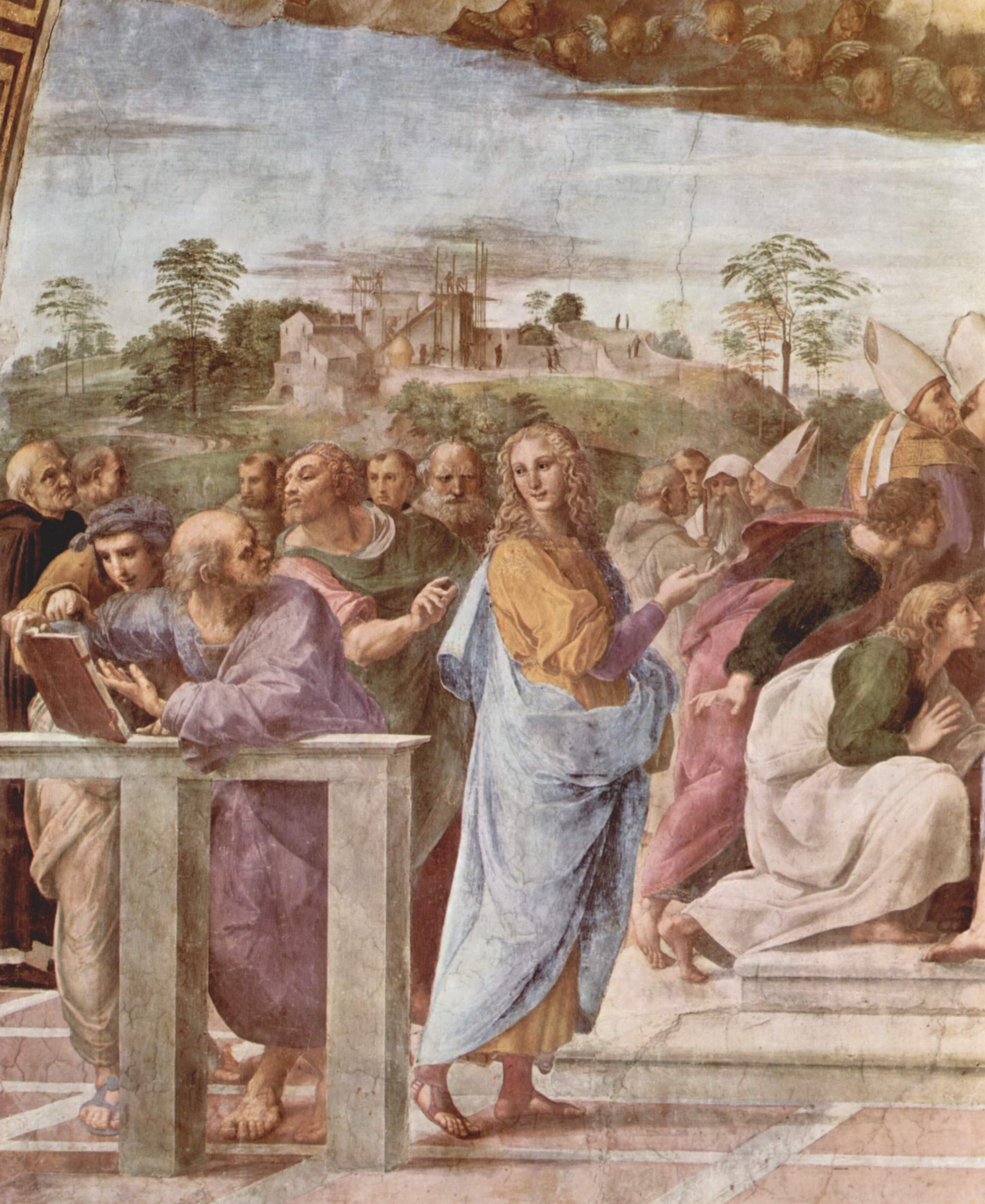
Donato Bramante a Francesco Maria della Rovere, fragment

Nebeskou společnost kromě nich tvoří skupina dvanácti postav - apoštolů, světců a starozákonních patriarchů. Každá z postav je snadno identifikovatelná podle oblečení, příp. atributu, který ji charakterizuje. Po Ježíšově pravé ruce tak sedí sv. Petr, Adam, sv. Jan, David, sv. Štefan a prorok Jeremiáš. Po Ježíšově levici sedí Abrahám, Matouš, Jakub, Mojžíš, sv. Vavřinec a Juda Makabejský. Na všechny dohlíží Bůh Otec posílající z nebe zlaté světlo. Po obou stranách ho provází trojice cherubínů. Křesťanská symbolika je zřejmá z jejich počtu (Nejsvětější Trojice) a rozdílné barvy oblečení (tři teologické ctnosti: čistota, pokora a chudoba).
Spojení nebe a světa lidí přestavuje Duch svatý v podobě holubice se čtveřicí andělů, každý v rukou s jedním z evangelií.
Zajímavá skupina svatých, papežů, biskupů ale i prostých lidí se sešla kolem oltáře s monstrancí. Tito všichni podle Raffaelova podání představují univerzální církev, šířící po světě pravdu o Kristu.
Raffael mezi lidmi v davu umístil několik slavných osobností, živých i mrtvých. Zcela vlevo se o zábradlí opírá architekt Svatopetrské baziliky Bramante; dlouhovlasý mladík, stojící vedle něj byl identifikován jako Francesco Maria della Rovere, muž v papežské tiáře upřeně upírající zrak na monstranci je papež Řehoř I. Velký. Skupinu po levé straně oltáře doplňuje Svatý Jeroným, bradatý muž v červeném plášti s neodmyslitelnou knihou Bible a mladý muž klečící u oltáře, kterým je malíř Fra Angelico.

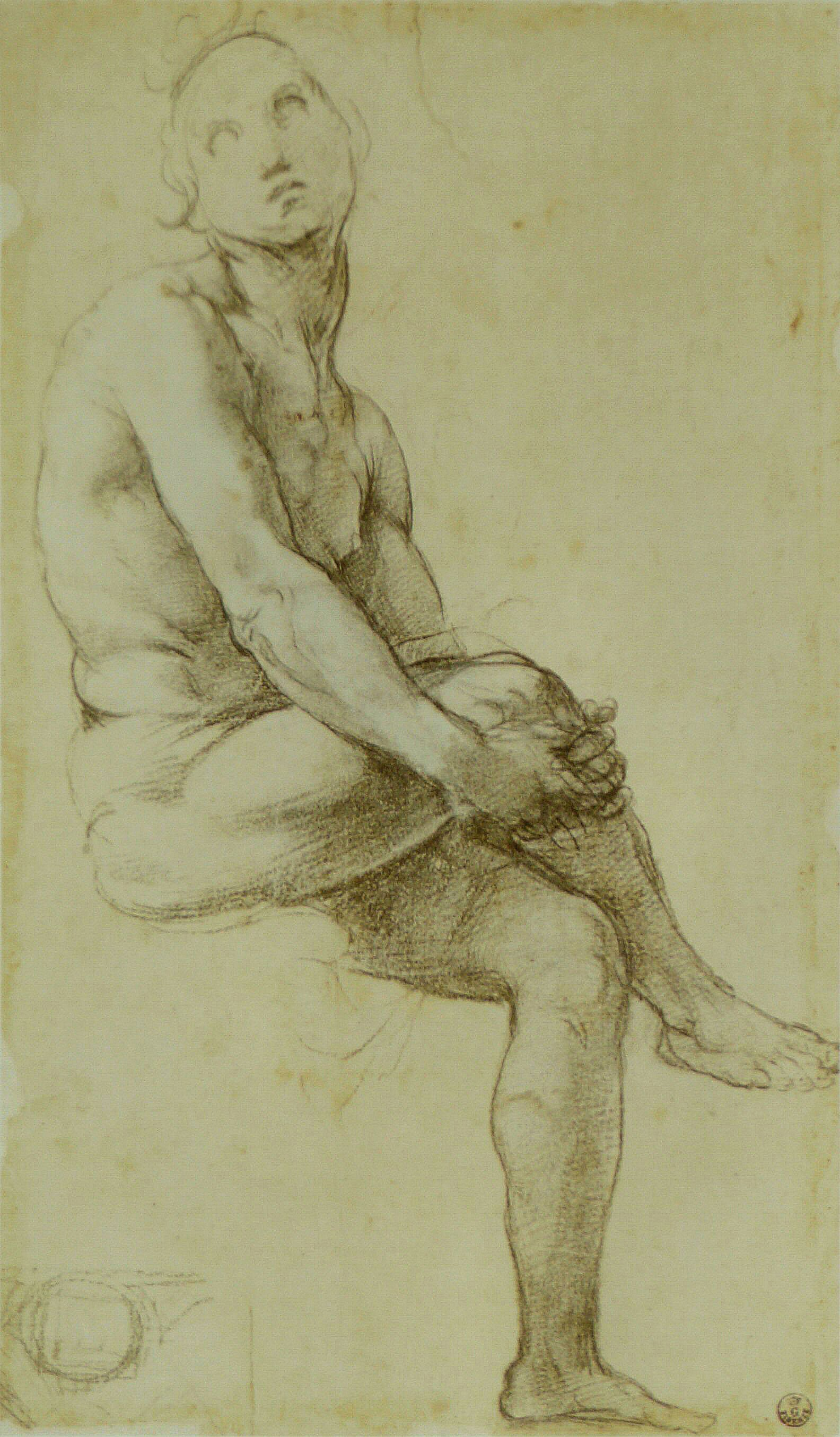
Studie k postavě Adama, zač. 16. stol., Uhel na papíře, Galleria degli Uffizi, Florencie

Po pravé straně oltáře malíř umístil biskupa sv. Ambrosia, zvedajícího zrak k nebesům, sv. Augustina diktujícího poznámky svému sekretáři a sv. Tomáše Akvinského v rozhovoru s papežem Inocencem III. Vedle nich po pravé straně stojí čtoucí sv. Bonaventura a žehnající papež Sixtus IV. Mezi slavnéh lidi se dostal i básník Dante Alighieri s vavřínovým věncem na hlavě. Trochu v pozadí, zpoza ramene bradatého muže, jakoby nesměle vykukuje hlava Girolama Savonaroly.
Struktura a složení postav se vyznačuje extrémní srozumitelností a jednoduchostí. Na díle patrný vliv jiných umělců: např. v postavě mladého Francesca Marii della Rovere je zřetelný vliv Leonardových studií fyziognomie lidského těla. No postavám s jejich typickým raffaelovským výrazem obličeje a gesty malíř vtiskl nezaměnitelnou pečeť expresívní důstojnosti.
Při pohledu na kompoziční rozvržení díla je zřetelné Raffaelova odlišné vidění obou světů. Zatímco spodní část v divákovi evokuje chaotický svět lidí (postavy jsou rozmístěny neuspořádaně, živě, zdálo by se že vášnivě diskutují či dokonce se překřikují), nebeská část vyzařuje harmonii a klid (postavy jsou symetricky usazené v půlkruhu na obláčkových poduškách, mírumilovně přihlížejí horlivé debatě pod nimi).

## Věroučné poselství
Dílo obsahuje věroučné poselství, které interpretováno při pohledu zdola nahoru by mohlo znít: lidé mají rozjímat, přijímat Nejsvětější svátost a působením Ducha svatého se skrze Ježíše Krista dostanou k nebeskému Otci.